# 王和达
奥尔德日赫·克拉尔（捷克語：Oldřich Král，1930年9月13日—2018年6月21日），中文名王和达，是捷克汉学家。

## 生平
1930年出生于布拉格，1949年考入布拉格查理大学，主修中文。1953年以捷译中国现代作家巴金名作《家》作为本科论文而顺利毕业并留校任教。在系主任的推荐下，他进入捷克斯洛伐克科学院东方研究所，师从普实克教授攻读博士学位。后曾两次留学北京大学，其间将巴金的代表作《家》和中国古典小说《儒林外史》翻译成捷克文。2000年至2001年出任布拉格文学院院长，2010年荣获捷克国家特殊贡献奖、捷克国家终身文学翻译奖。2017年荣获第十一届中华图书特殊贡献奖。
2018年6月21日因肺炎逝世。去世前，他仍不顾年高体衰，致力于《金瓶梅》的翻译。